# Історія Переяслава (1585–1781)
Історія Переяслава як нового адміністративного центру Речі Посполитої, а надалі держави і автономії Війська Запорозького розпочалась 6 березня 1585 р., коли король Стефан Баторій надав князю Костянтину Острозькому привілей «на осажнование мъста Переяславля» для заснування замку. Місто отримало магдебурзькі права та стало центром Переяславського староства.
Внаслідок підписання восени 1625 р. Куруківського договору Переяслав водночас також став центром Переяславського полку, який пізніше відіграє визначну роль під час повстання 1648 р. Тоді ж староство було ліквідовано, а місто перетворилось на один з найбільших адміністративно-військових, політичних, релігійних та освітніх центрів Гетьманщини.
В 1781 р. полковий устрій Війська Запорозького був ліквідований, а місто згодом втратило магдебурзьке право і стало повітовим центром Малоросійської губернії.

## Історія

### Річ Посполита

#### Становлення
Давній княжий Переяславль був спустошений після ординської навали в 1239 р., і за археологічними даними, територія міста залишалася незалюдненою аж до XV ст., коли на теренах окольного міста з'явилося невеличке поселення. Його формальне відродження розпочалось лише 6 березня 1585 р., коли король Стефан Баторій надав князю та воєводі київському Костянтину Острозькому привілей «на осажнование мъста Переяславля». За цією грамотою князь мав право «вь томъ то Переяславлю замокъ збудовати» на теренах давнього дитинця, що він і зробив звівши дере'вяно-земляну фортецю.
Відновлене королівське місто швидко стало центром староства, отримало магдебурзьке право і власний герб, підтверджені потім грамотою Сигізмунда III в 1620 р. А разом також перетворилось на ремісничо-торговельний центр у господарстві якого велику роль відігравала торгівля селітрою. Крім того в 1637 р. міщани отримали дозвіл організовувати цехи.

#### Полковий центр
Починаючи з XV ст. лівоборежні терени Київського воєводства стали відомим центром козацької діяльності. Так перша згадка про місто відома ще до періоду його офіційного відродження, а саме з листування османського султана Сулеймана II Пишного і короля Сигізмунда І Старого, де султан скаржився що восени 1545 р. прийшли козаки з Переяслава (Яцько й Мануйло) та інших замків під Очаків, і поробили великі шкоди. Крім того існують відомості за інший лист 1570 р., де від короля Сигізмунда ІІ Августа вимагалась кара для козаків, які чинять шкоди татарам. А в українських містах, серед яких згадується й Переяслав, є більше тисячі татарських бранців. Проте перший збройний виступ козаків проти Речі Посполитої відомий який повстання Косинського 1591—1593 рр. був трагічним для міста. Внаслідок конфлікту чи то з переяславськими міщанами, чи то з переяславськими урядовцями повстанці здобули і спалили місто.
Наступне повстання яке зачепило місто і мало доленосне для нього значення було повстання під проводом Марка Жмайла, яке трапилось восени 1625 р. Тоді козацьке військо завдало поразки коронному війську під проводом польного гетьмана коронного Станіслава Конецпольського, з чого останній був змушений піти на поступки і підписати 27 жовтня того ж року Куруківську угоду. Внаслідок неї було створено п'ять козацьких полків, а Переяслав став одним з полкових центрів реєстрового козацтва. Але мирні часи для міста тривали недовго, і вже навесні 1630 року вибухнуло нове повстання під проводом Федоровича. Запорозькі козаки змогли взяти Переяслав, і заклали поруч укріплений табір. В результаті успішних боїв проти коронних військ козаки домоглись підписання компромісної, але більш вигідної Переяславської угоди. Завдяки цьому на додаток до збережння умов Куруківської угоди чисельність реєстрових козаків було збільшено з 6 до 8 тис.
Незважаючи на щойно підписану угоду, коронний уряд відмовився від виплати зарплати козацькій депутації. А вже в 1631 р. розмістив в цьому регіоні кварцяне військо. З напруженням відносин між урядом і козаками в 1634 р. сюди був терміново направлений новопризначений переяславський староста Лукаш Жолкевський, а вже в 1635 р. сейм постановив виключати з реєстру і карати смертю кожного повстанця. Ці і інші події призвели до нового повстання 1637 р. під приводомо Павлюка. Піднімати повстання на Переяславщині Павлюк послав з Крилова полковників Карпа Скидана і Семена Биховця на чолі загону з 1000-3000 козаків. Незабаром повстанці стратили гетьмана реєстрових козаків Саву Кононовича і кількох старшин-«зрадників». Але не дивлячись не перші успіхи повстання в цей раз провалилось, а ситуація для козаків сильно погіршилась.

### Військо Запорозьке

#### Повстання Хмельницького
Провали повстання Павлюка та Острянина, подальше погіршення становища козаків, утиски селян і православної церкви стали передвісниками масштабного повстання 1648 р. під приводом гетьмана Богдана Хмельницького. Успішні бої проти коронного уряду дозволили козакам закріпитись на цих землях. З введенням Богданом Хмельницьким влітку 1648 року полкового устрою, Переяславський полк повноцінно оформився як однойменна військово-адміністративна одиниця. Він був одним з найбільших у Війську Запорозькому та налічував 18 сотень, а саме місто було важливим центром постачання зброї і харчів для війська. У цей час воно відіграє роль дипломатичного центру держави. Сюди приїздили річпосполитські, московські, угорські, татарські, османські посли. Саме сюди 19 лютого 1649 р. прибула коронна делегація для мирних перемовин з повстанцями, і Хмельницькому були вручені атрибути гетьманської влади — булава та корогва.
Мирні домовленості протривали недовго, і після виснажливих битв та відсутності можливості спиратись на османів та татар, гетьман був змушений звернутись до Москви із пропозицією союзу. У жовтні 1653 р. Земський собор у Москві нарешті ухвалив рішення про альянс. До Переяслава 31 грудня 1653 року прибуло посольство від московського царя Олексія Михайловиа на чолі з боярином Василем Бутурліним. Зранку 8 січня в Переяславі старшинська рада прийняла уточнення умов угоди. У другій половині дня скликали загальну раду на центральній площі. Зібралася майже вся козацька старшина, керівники полків, по 5—7 козаків з кожного полку, духівництво, міщани тощо. Переяславський полк був у повному складі. Також були присутні представники Переяслава, а саме війт, бурмістр, писарі та члени магістрату. Згідно деяких джерел війт був хворим, і його було приведено силоміць що призвело його раптової смерті.
Представники міських громад не брали участі у переговорах між гетьманським та царським урядами. За давньою традицією міста відправили депутації до Москви аби вирішити правовий статус та підтвердити давні привілеї. Переяслав був одним з перших міст які це зробили відправивши туди зі згоди гетьмана депутацію яка включала в себе війта, бурмістра, райцю та магістратську підписку разом з депутацією по дві особи від кожнох цеху: кушнірского, кравецького, ковальського, різницького, шевського, стельмаського, пекарського, гончарського, ткацького, богдарського, тесельського та полстевального. До звого звернення депутація додала копії привілею короля Сигізмунда ІІІ на магдебургію від 6 жовтня 1620 р. та два його потвердження, а також потвердження Владиславом IV цехового реґуляміну від 12 березня 1637 р. з проханням їх підтвердити. Крім того їхня петиця включала в себе прохання повернути місту землі та доходи, які в свій час старости привернули до замку, а тепер їх перебрала на себе полкова влада. А також звільнити містян від ярмаркових поборів та надавання підвід та харчів до військового скарбу. Петиція була успішною, і на їхній супліці від 4 квітня 1654 р. була зазначена резолюція «государь пожаловалъ, велѣлъ имъ на прежнія ихъ привилья дати свои государевы жалованные грамоты: быти во всемъ по прежнимъ королевскимъ привиліямъ» що означало підтвердження міщанам та купецьким людям їхніх давніх прав

#### Подальша історія

Портрети відомих жителів Переяслава XVII-XVIII ст.
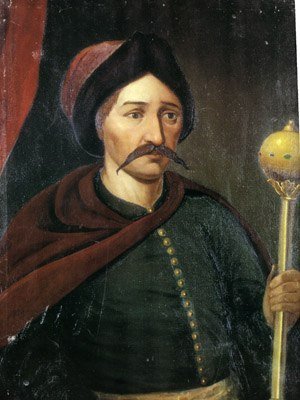
Павло Тетеря
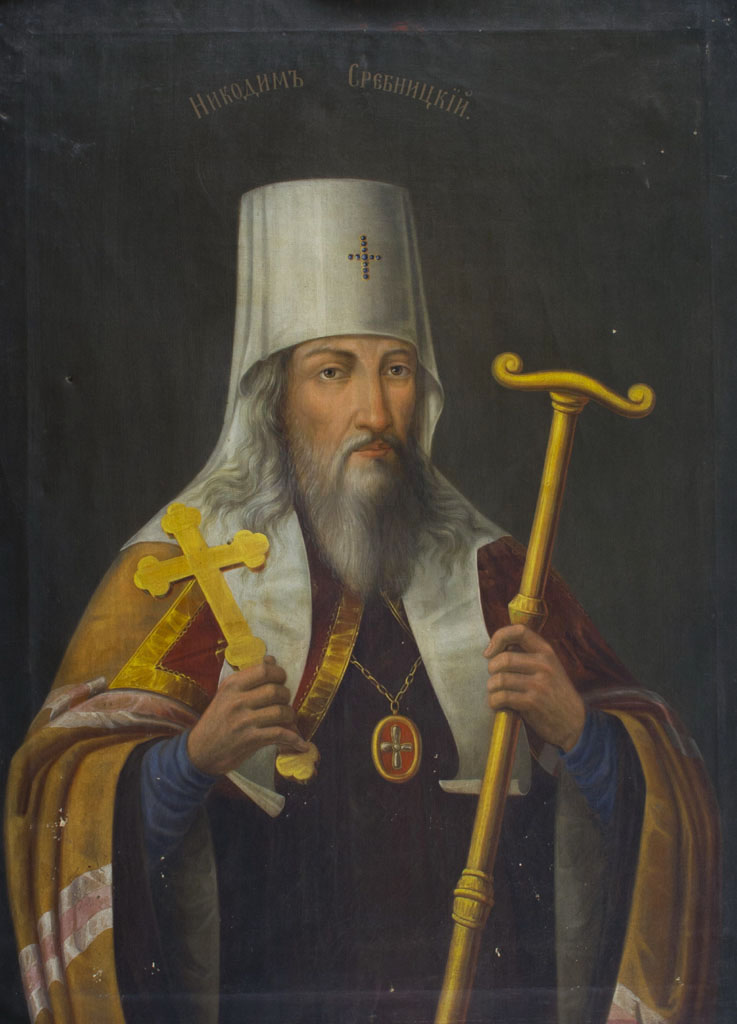
Никодим (Скребницький)
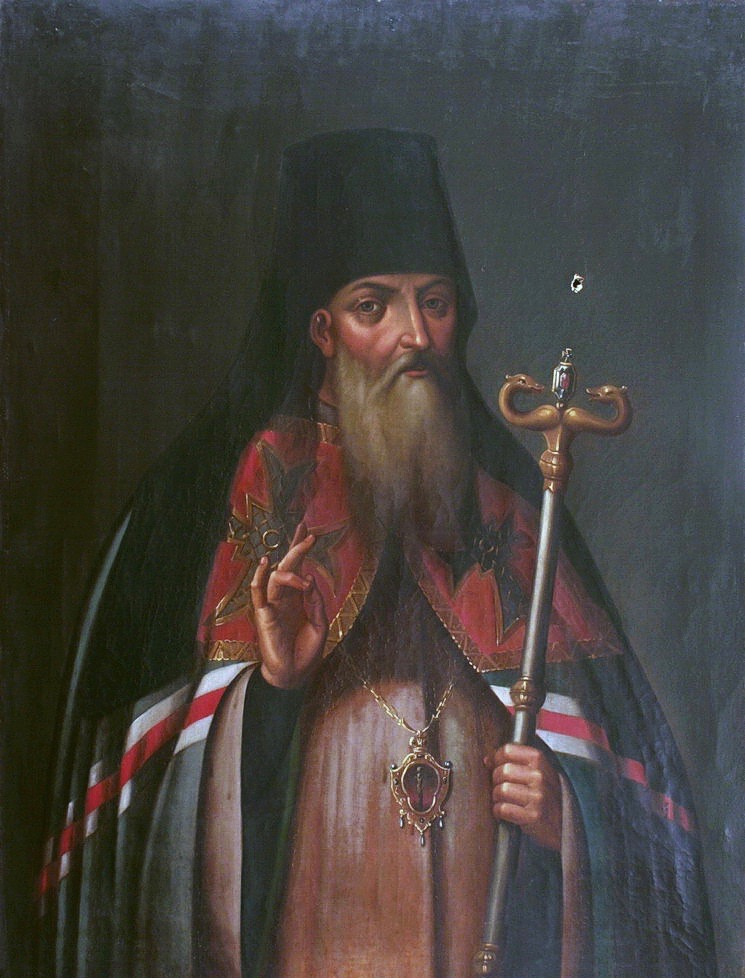
Арсеній (Берло)
Іван Сулима
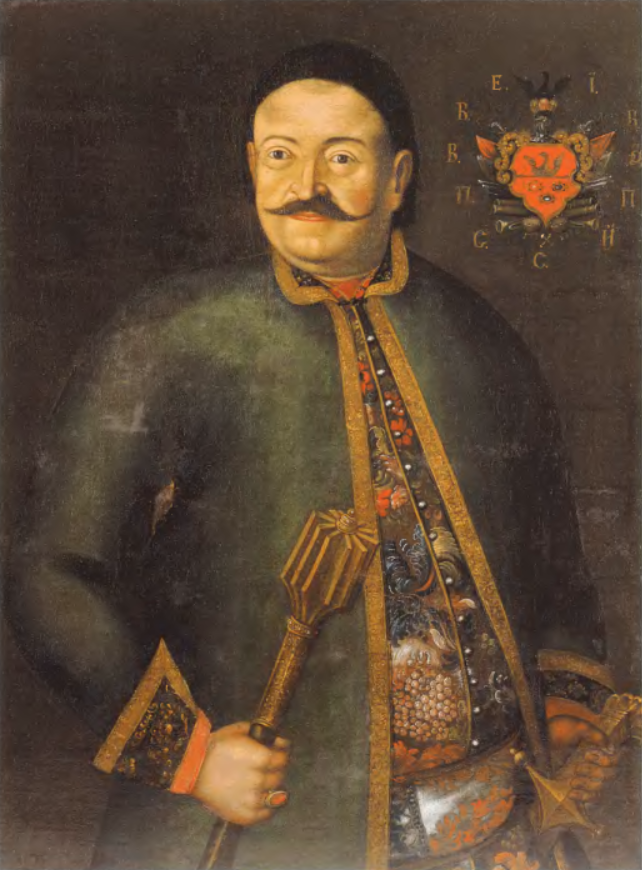
Семен Сулима
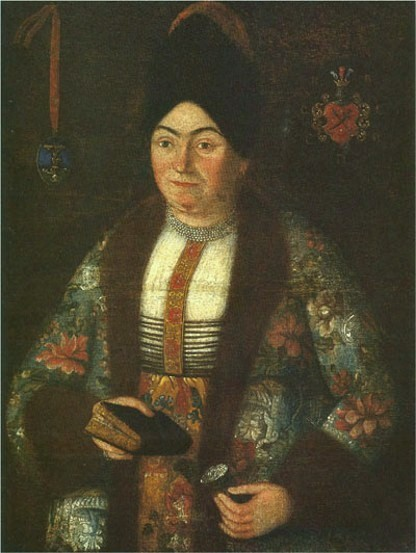
Параскева Сулима

В 1748 р. в місті трапилась пожежа. Були повністю знищені дерев'яні будівлі Вознесенського монастиря, а також більшість адміністративних будівель магістрату.
Після указу генерал-губернатора Петра Рум'янцева-Задунайського від 31 травня 1765 р. в місті відкрилась поштова станція з трьома поштарями.

## Самоврядування
Переяслав отримав магдебурзькі права ще в 1585 р. В 1620 р. вони були підтверджені коронним урядом, а в 1665 р. царським. Згідно права на самоврядування представники магістрату могли судити не тільки міщан, але і приїжджих купців. Судовий процес мав відбуватись в будівлі магістрату щодня крім неділі та святкових днів. В компетенції міського суду були не тільки цивільні, але такожі кримінальні справи за наявність щонайменше 5 представників магістрату. В державі Війська Запорозького Переяслав відносився до 11 привілейованих магістратських міст з підтвердженим магдебурзьким правом.
Як і більшість українських міст, Переяслав не мав спадкового війта. Після його вільного вибору він мав бути затвердженим королем або старостою від імені короля. Крім нього до складу міських управлінців входили виборні райці, бурмістри з радниками та лавники. Останні виконували судові функції, тому структурно магістрати складався з двох колегій — адміністративної та колегії лавників під керівництвом війта. Також при магістратському уряді були так звані «міські слуги». Утримання всіх цих чиновників було основою статею видатків магістрату, і навіть найбільші міста Гетьманщини не завжди могли покрити свої витрати. Так після переяславської пожежі 1748 р. згоріла більшість адміністративних приміщень, через що ще щонайменше десять років магістрат розташовувався в орендованій будівлі. Крім того частина коштів та міського майна могли використовуватись урядниками у власних інтересах, а при недостачі чогось посилались на пожежу.
Крім фінансових проблем міста Гетьманщини також мали адміністративно-управлінчеський конфлікт. Не дивлячись на наявність міської влади, міста де-факто керувались тривладдям у вигляді міської адміністрації, військово-старшинського уряда та загальнодержавними російськими інституціями. Маючи підтримку з боку царського та гетьманських урядів, козацька адміністрація активно втручалась в міське управлівння, захоплювала міські землі та власність. Також представники гетьманського уряду брали учась в міських судах, що порушувало права міської влади. Водночас міський патриціат нагався відстоювати їх через спроби поширення влади на козацьку частину міста.. Особливістю Переяслава було уникнення повного контролю з боку полкового уряду при перевазі козацького населення міста. Проте це протистояння для міста не завжди було успішним. Так, наприклад, починаючи з 1740-х рр. тривав конфлікт між переяславським полковником Сулимою і магістратом за передмістя — Замостянські підварки. Полковник використовував його як рангові маєтності в той час як магістрат вважав його свої. Суперечка була вирішена в 1752 р. на користь останнього.
Знаковим прикладом відношення між переяславською козацькою та міською владою може слугувати питання квартирування. Міщани були зобов'язані тимчасово передавати житло різним чиновникам у відрядженнях. Ця повинність вважалась надзвичайно обтяжливою, і не рідко використовувалась як помста чи можливість зведення рахунків. В 1756 р. переяславський полковий писар Каневський скориставшись поїздкою війта Кирила Савонова в Глухів поселив у його домі князя Щербатова. Для цього він попередньо вигнав звідти дружину війта з дітьми. Після повернення війт подав скаргу, і писарю було приписано так не чинити. Але вже за наступної відсутності Савонова у нього вдома знову поселили іншого офіцера перед тим знову вигнавши його дружину з дітьми.

### Список міських урядників

#### Війти
- Федір Матвієвич (до 1620—після 1633)[11]
- Федір Куклич (?—1668)[15]
- Дмитро Савицький (?—1714)[16]
- Лаврентій Капцевич (1714—1731)[17][18]
- Іван Капцевич (1735—1737)[17][18]
- Кирил Савонов (1740—?)[19]
- Стефан Драгоманов (1756—1763)[20][21]

#### Бурмістри
- Лаврентій Капцевич (1709—1714)[17][18]
- Йосиф Ворона (?—після 1726)[16]
- Каленик N (?—після 1726)[16]
- Йосип Щир (1749)[22]
- Данило Щир (1754)[22]
- Петро Джеджалій (до 1782—після 1784)[22]

#### Райці
- Федір Сулима (1653)[22]
- Кузьма Сезонович (1697)[22]
- Андрій Забара (1717)[22]
- Левко Прохазко (?—після 1726)[16]
- Марко Коваль (?—після 1726)[16]
- Іван Шульга (?—після 1726)[16]
- Гаврило Строженко (?—після 1726)[16]
- N Супрун (?—після 1726)[16]

#### Канцеляристи
- Ничіпір Зубченко (1738—1746)[22]

## Міський устрій
Відновлене місто почало формуватись в межах давньоруського дитинця та окольного міста, але досить скоро вийшло за їх межі. Так міська агломерація складалась з фортеці-середмістя, трьох передмість та хуторів козацької старшини. Передмістя мали наступні назви: Заальтицький форштадт (Заальтиччя), Задовгомостянський форштадт (Замостя), Закиєвобрамський форштадт (Забашта).

### Фортеця
В XVII-XVIII ст. конфігурація фортеці була визначена зовнішнім земляним валом та ровом, який був відновлений князем Костянтином Острозьким на початку XVII ст. Фортеця мала два проїзди до воріт: Михайлівські (раніше відомі як Єпископські) на південному та Спаські на півночі. Площа військового "замковища" складала 700 сажен навколо, з двома аршинами та двома вершками ширини. Дерев'яна Успенська церква була домінуючим архітектурним елементом фортеці, розташованої на високому пагорбі на заході. До 1701 р. територія фортеці перебувала під виключним контролем військових, але з цього часу тут оселився єпископ переяславський, який заснував Михайлівський монастир.
В 1743-1750 роках в південному кутку фортеці поблизу стін земляних валів було зведено дві муровані споруди (церква та дзвіниця), дерев'яну церкву з трапезною, дерев'яні хати-келії, цегляний льох та шпиталь. На відміну від інших монастирів, споруди не були оточені парканами. В середині фортеці було 8 кварталів, розташованих у формі неправильних прямокутників між Успенською церквою та Михайлівським собором. Простір навколо церков та в східній частині фортеці залишався відкритим до XIX ст.

### Середмістя
У середмісті Переяслава існувало 26 великих кварталів або гнізд, розташованих навколо двох великих майданів. Квартали перетиналися криволінійними вулицями і облаштовувалися під валами і ровами. Найбільший майдан був між Воскресінською церквою — Троїцькою церквою та Вознесенським монастирем, а другий, менший — між Спаською церквою, будинком Магістрату та Покровською церквою. Утворення майданів було пов'язано з напрямками головних виїздів з міста — північ, південь, захід і схід, де відповідно були влаштовані брами: Київська, Спаська, Ковальська, Гайшинська.
З середини XVII до початку ХІХ ст. головними архітектурними домінантами середмістя були п'ять парафіяльних церков (Покровська, Спаська, Михайлівська, Воскресенська, Троїцька) та ансамбль Вознесенського монастиря, що формувався протягом XVIII ст. Монастирський комплекс займав територію цілого кварталу в центрі міста і постійно впливав на композиційні рішення навколишніх забудов в наступні віки.

Види міських барокових пам'яток XVII-XVIII ст.
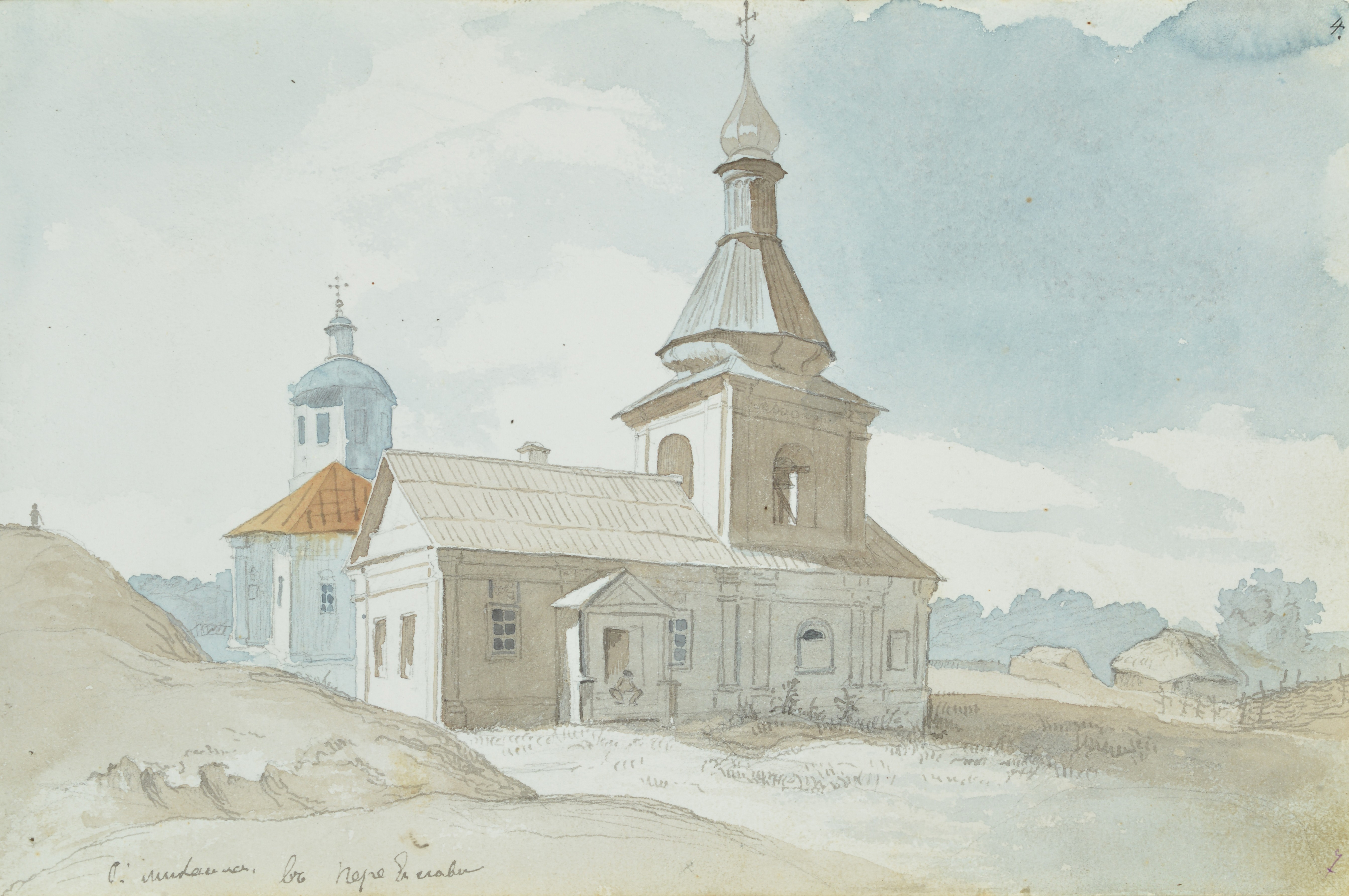
Михайлівський монастир
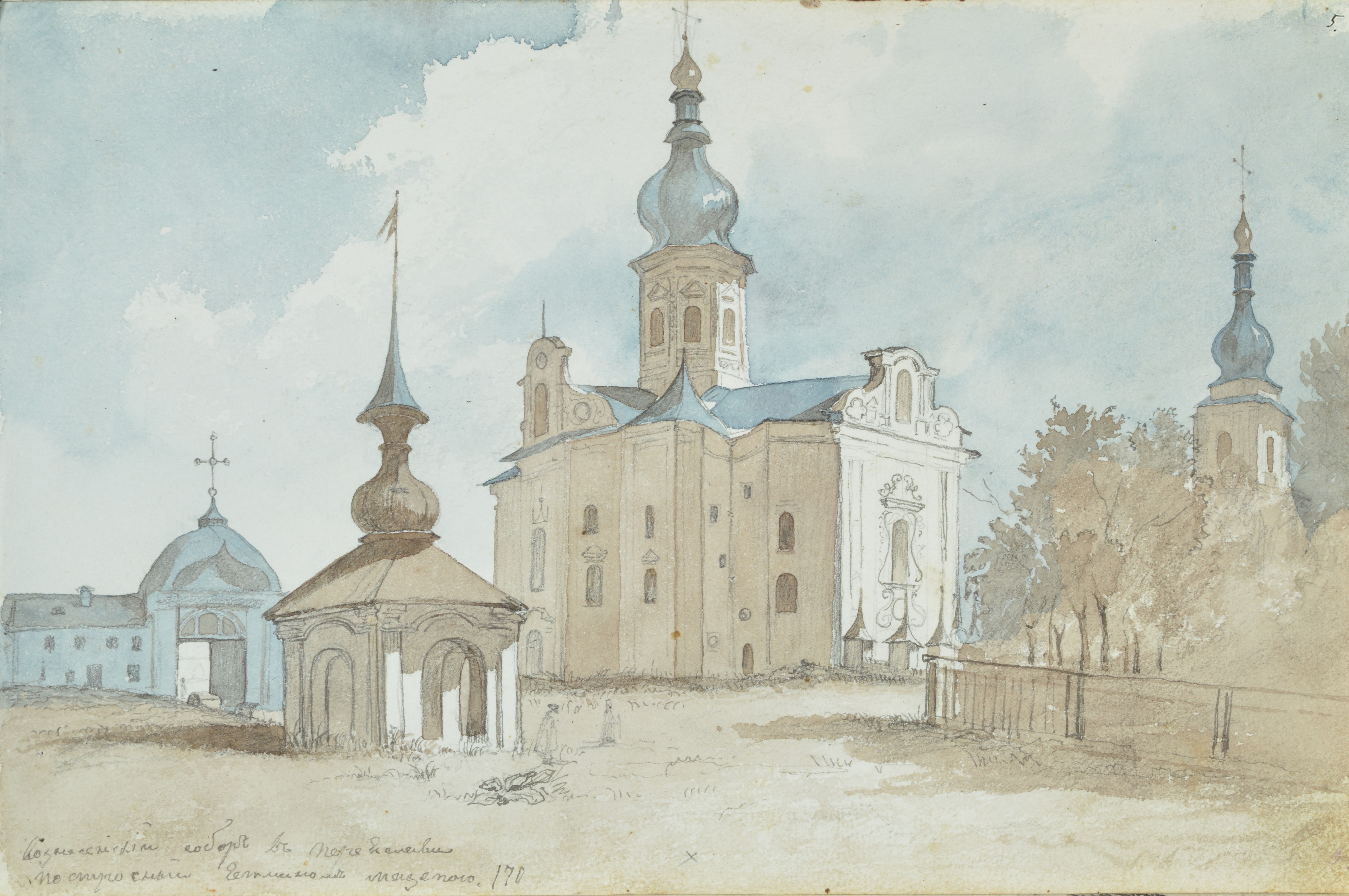
Вознесенський монастир
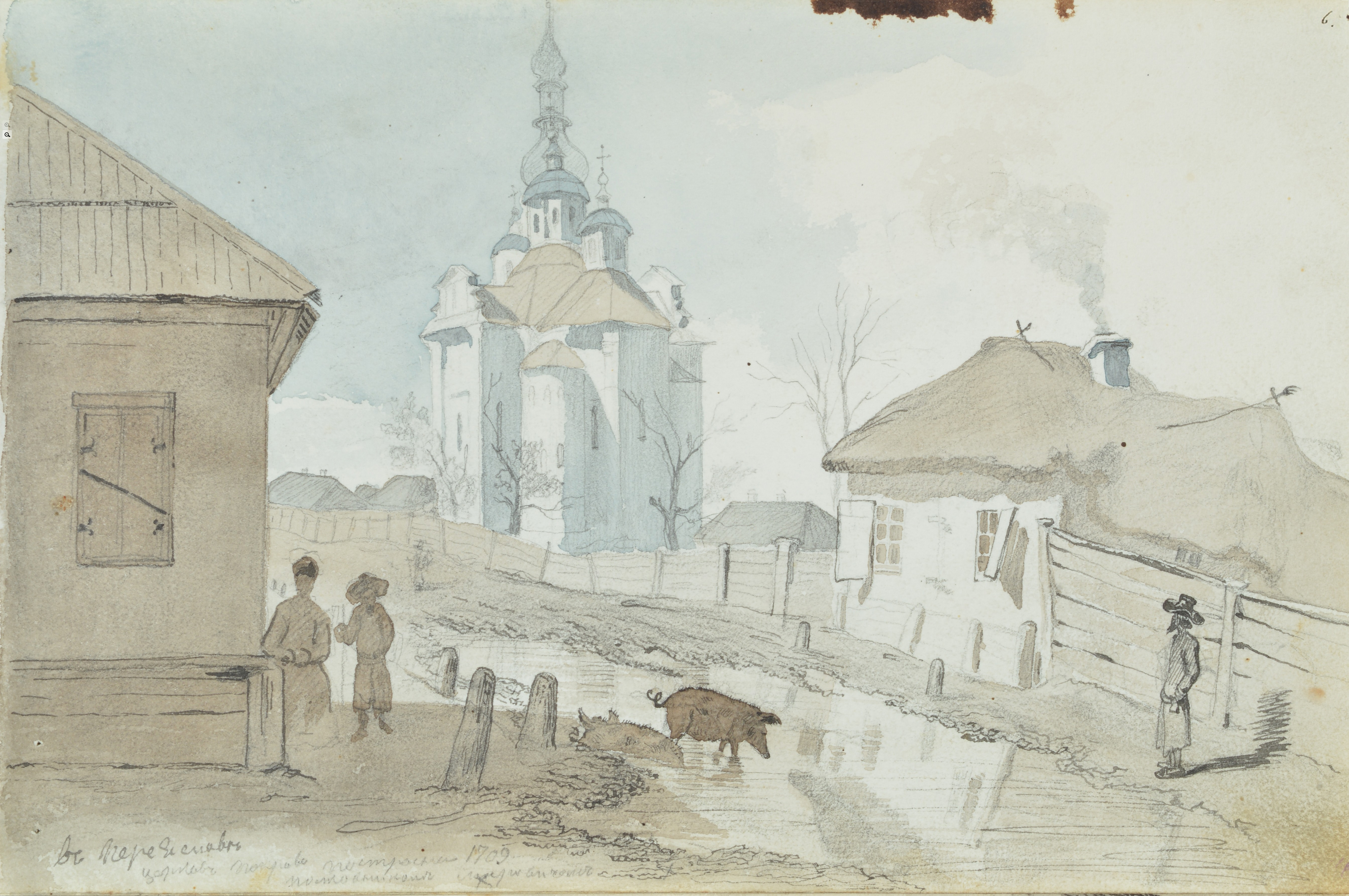
Покровська церква

### Передмістя
По північній стороні середмістя, від валу до сучасної вулиці Ярмаркової, територію обіймало Закиївобрамське передмістя (Завальщина, Ярмарковщина). Водночас Задовгомостянське передмістя мало бути розбудований вздовж північно-східного терасового плато лівого берега річки Трубіж. Це передбачало створення тридцяти великих кварталів, які утворювали дві довгі паралельні вулиці Підварську та Петропавлівську. Два магістральні шляхи, Яготинський та Ташанський, перетинали їх у східному і південному напрямках від мосту через річку Трубіж. Для Задовгомостянського передмістя характерними були вигони, левади та орні землі. Архітектурною домінантою місцевості з XVIII ст. була церква Петра і Павла, яка змінювала місце свого розташування.

## Населення
Згідно Генерального опису проведеного в 1765—1769 рр. в місті проживало 1708 жителів. З них 834 чоловіки й 874 жінки. Найчисельнішим станом були козаки, яких нараховувалось 822 особи і які визначали демографічне обличчя міста. Водночас перепис не включав близько 100 вихованців Переяславського колегіуму.

Зображення жителів міст Гетьманщини середини XVIII ст.
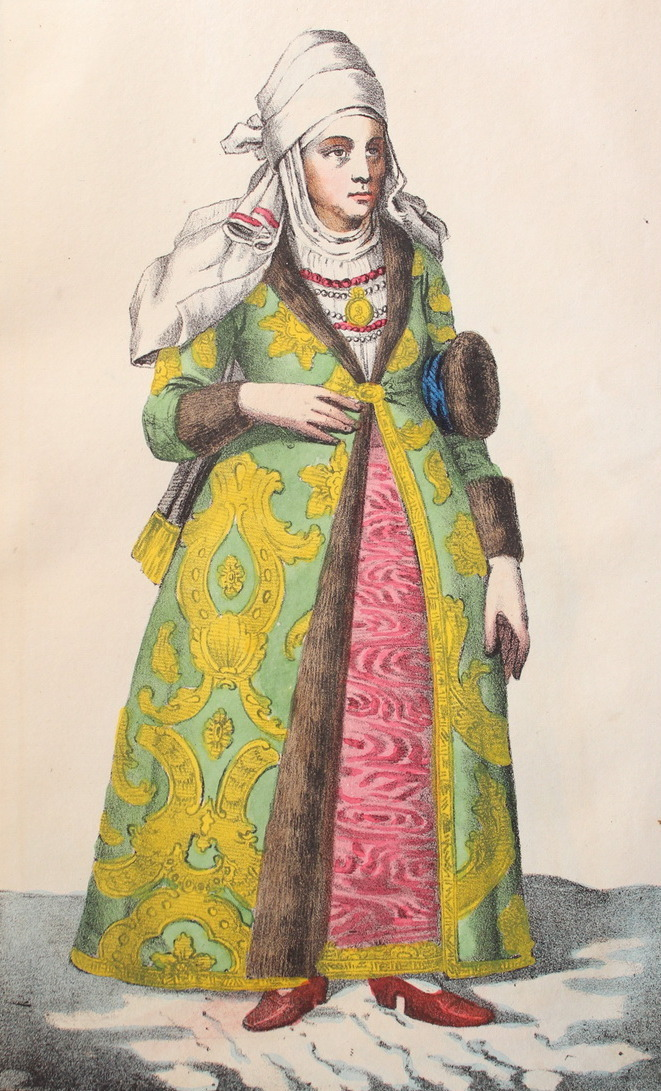
Знатна пані
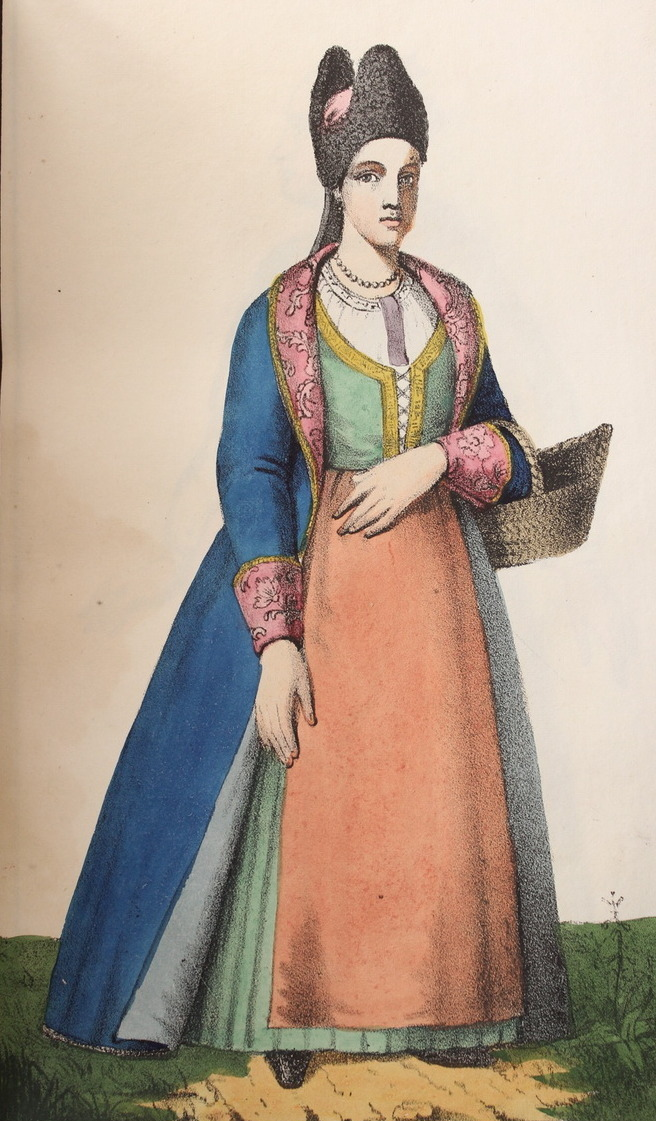
Міщанка
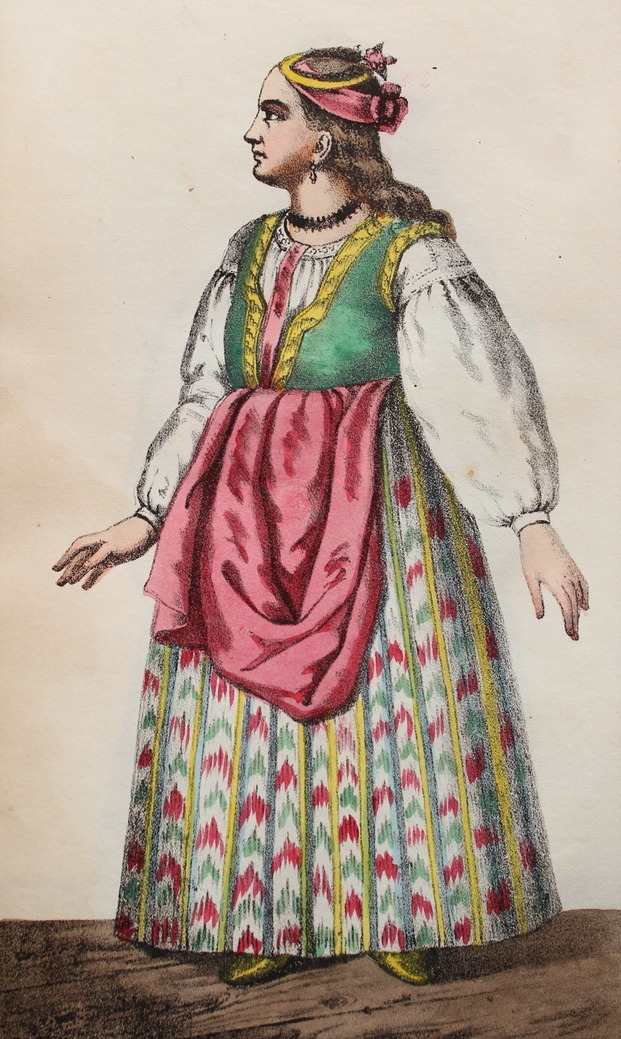
Міщанка
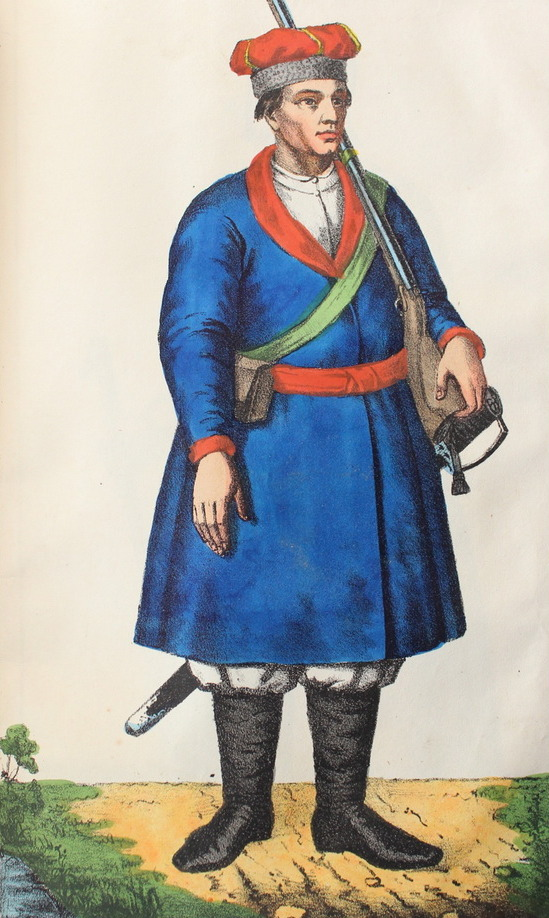
Козак
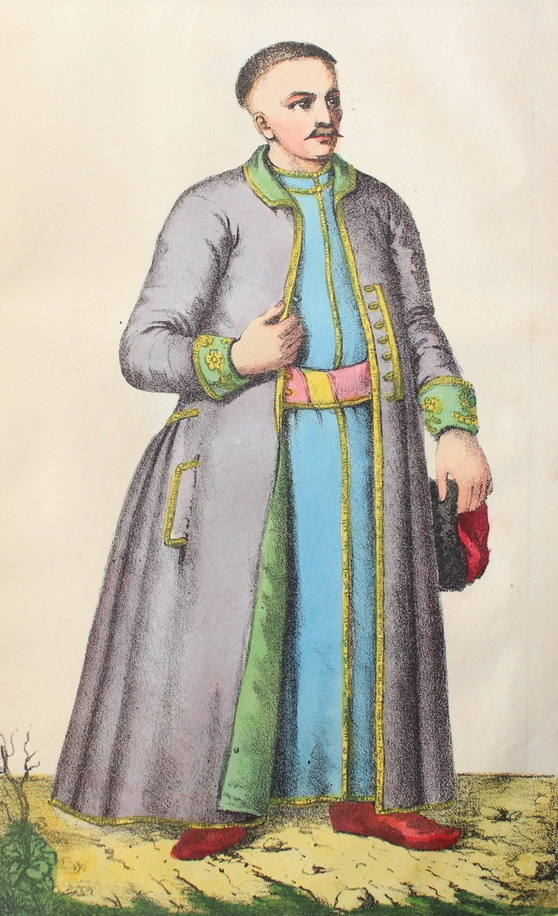
Міщанин
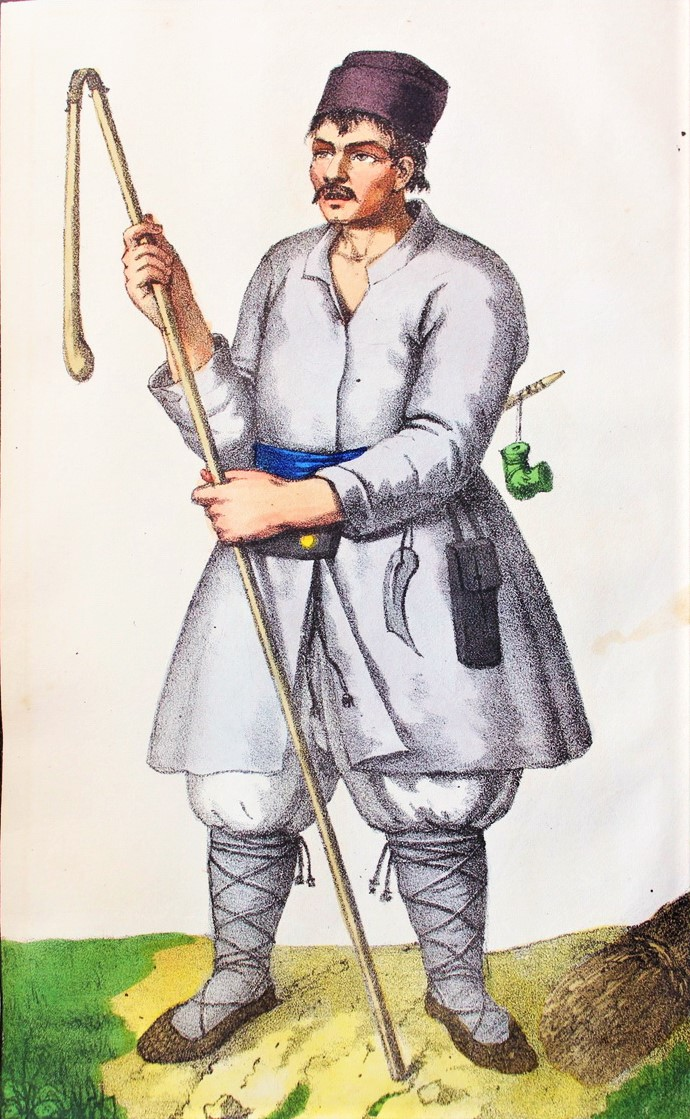
Литвин

З іноземців в місті проживали між іншим полковий цирюльник Григорій Ярославський «родимец нации немецкои города Вилны з евреев» та вихідець з Македонії грек Кирил Павлов. Також варто відзначити що всі шість купців були вихідцями з внутрішніх губерній, а саме п'ятеро були з Калуги і один з Севська.

## Освіта

### Єзуїтський колегіум
В 1635 р. на запрошення тодішнього старости Лукаша Жолкевського в місті оселилися єзуїти, які заснували єзуїтську школу. На утримання останньої він передав свій маєток — містечко Бубнів з приналежними околицями. Вже в 1645 р. вона отримала статус колегіуму, проте припинила існування після повстання Хмельницького в 1648 р..

### Переяславський колегіум
Переяславський колегіум був заснований 1738 року в Переяславі на території Вознесенського монастиря за сприяння єпископа Переяславського і Бориспільського Арсенія (Берла). За навчальним процесом заклад копіював Києво-Могилянську академію. Навчання тривало шість років. В колегіумі викладали латину, руську, грецьку та польську мови, математику, риторику, поетику, геометрію, історію, діалектику та церковний спів. Крім того у колегіумі на початковому рівні викладали медицину, а від 1764 р., за розпорядженням єпископа Гервасія (Линцевського), студенти які виявились нездатними опанувати головні дисципліни почали вивчати інші живопис, аптекарство, столярство тощо. Тоді ж в колегіумі почала викладатись німецька мова, а надалі із 1773 р. додалась філософія, а із 1781 — богослов'я.
Першопочатково колегіум розмістився в дерев'яній споруді, проте 1748 року пожежа знищила всі дерев'яні споруди Вознесенського монастиря. В період 1753—1757 років споруди Переяславського колегіуму було відбудовано наново в цеглі завдяки старанням єпископа Іоанна (Козловича).

### Школи
Варто відзначити що важливою особливістю церковних шкіл в Гетьманщині була майже повна відсутність там школярів. Так згідно Генерального опису при школах крім духовних осіб на кшталт дяків, паламарів тощо, там також проживали школярі, яких було віднесено до жебраків з позначенням способу добування засобів для існування: «а пропитание имеют с милостыни доброхотных дателей». В самому Переяславі при наявності двох таких навчальних закладів був лише один «школяр», записаний у школу при Успенській церкві, в якого не був вказаний вік, але в якого було зазначено що він проживав в цій школі вже 20 років.

## Економіка
Після відродження прикордонний Переяслав дуже швидко перетворився на ремісничо-торговельний центр у господарстві якого велику роль відігравала торгівля селітрою. Завдяки клопотанням старости місто на варшавському сеймі 1585 р. отримало привілей на проведення трьох щорічних ярмарків та двох щотижневих торгів.
Надалі 6 грудня 1620 р. місто отримало права на спорудження важниці, воскобійні та броварень. А новим привілеєм 1637 р. місто отримало нову грамоту з затвердженим укладом 7 ремісницьких цехів, кожен з яких був зобов'язаний «мати скриньку братську, печатку, знак, барабан за звичаєм інших цехів у містах коронних».